# One Hour Photo
One Hour Photo är en amerikansk thrillerfilm från 2002 i regi av Mark Romanek.

## Handling
Seymour "Sy" Parrish (Robin Williams) är en ensam och tillbakadragen man, som hela sitt vuxna liv har arbetat i en fotobutik. Den ensamme Sy lever sitt liv genom sitt arbete och han fascineras framförallt av familjen Yorkins foton som han har framkallat i åratal. Men intresset övergår i besatthet och Sy utvecklar en ohälsosam relation till familjen.

## Om filmen
Robin Williams vann en Saturn Award i kategorin "Bästa skådespelare" (2003) för sin roll som Sy Parrish.

## Rollista
| Robin Williams | – Seymour "Sy" Parrish       |
| Connie Nielsen | – Nina Yorkin                |
| Michael Vartan | – Will Yorkin                |
| Dylan Smith    | – Jacob "Jake" Yorkin        |
| Gary Cole      | – Bill Owens                 |
| Eriq La Salle  | – Detektiv James Van Dee Zee |
| Clark Gregg    | – Detektiv Paul Outerbridge  |
| Erin Daniels   | – Maya Burson                |
| Lee Garlington | – servitris                  |